# 24-Stunden-Rennen auf dem Nürburgring 2011
Das 24-Stunden-Rennen auf dem Nürburgring 2011 war die 39. Auflage des 24-Stunden-Rennens auf dem Nürburgring. Das Rennen wurde vom 23. bis zum 26. Juni 2011 ausgetragen.
In den ersten fünf VLN-Rennen 2011 gewannen mit Werks-BMW, Mercedes SLS, Ferrari 458, Hybrid-Porsche GT3 und Audi R8 fünf verschiedene Marken aus vier verschiedenen Klassen. Sieglos blieben jedoch die in den Vorjahren erfolgsverwöhnten regulären Porsche ohne Hybridtechnik. Grund dafür war auch das seit 2009 gültige Regelwerk mit der „Balance of Performance“, womit alle Siegkandidaten auf ein möglichst ähnliches Leistungsniveau gebracht werden. Dies betrifft insbesondere Fahrzeuge der Klasse GT2, die in Le Mans startberechtigt sind, sowie die für Privatfahrer gedachte Klasse GT3, in der eine große Anzahl von Fahrzeugen weltweit im Einsatz ist. Noch nach dem Qualifikationstraining wurden die Mindestgewichte einiger Fahrzeuge um 25 kg geändert. Durch Mehrgewicht wurde dabei der Ferrari 458 bestraft, der mit einem Schnitt von über 181 km/h die schnellste Nordschleifen-Runde seit 1983 absolvierte, diese Leistungsfähigkeit aber nicht in den Vorbereitungsrennen gezeigt hatte.
Wie gründlich die Leistungen angeglichen wurden, verdeutlichte die ungewöhnliche Entscheidung des Manthey-Teams, das seine vier Werksfahrer Lieb, Luhr, Bernhard und Dumas gleich auf zwei ähnlichen Porsche 911 GT3 ins Rennen schickte: auf dem aktuellen R-Modell in der Klasse SP9 (GT3) sowie auf dem schon mehrfach siegreichen RSR-Modell in der Klasse SP7 bis vier Liter Hubraum, das gemäß GT2-Regeln zwar relativ wenig Motorleistung (335 kW/465 PS) zugebilligt bekam, aber dafür mehr Abtrieb und Renntechnik einsetzen durfte. Bereits zwei Stunden nach Rennbeginn entschloss man sich, das R-Modell abzustellen und auf den RSR zu setzen. Diese Strategie führte letztendlich zum fünften Gesamtsieg in sechs Jahren.
Aufgrund der hohen Leistungsdichte der Spitzenfahrzeuge und deren erzielbarer Geschwindigkeit stellte dieses Rennen erneut ein „Sprintrennen über 24 Stunden“ dar und es wurde ein neuer Distanzrekord aufgestellt.
Für Timo Bernhard war es bereits der fünfte Triumph beim 24-Stunden-Rennen. Er zog damit mit seinem vorherigen, verletzungsbedingt aussetzenden Teamkollegen Marcel Tiemann sowie dem Vorjahressieger Pedro Lamy gleich. Hans-Joachim Stuck beendete nach dem Rennen im Alter von 60 Jahren seine aktive Motorsport-Karriere. Er bestritt das Rennen in einem von Reiter Engineering aufgebauten, 441 kW (600 PS) starken Lamborghini Gallardo GT3 seines Teams Stuck³ gemeinsam mit seinen beiden Söhnen Johannes und Ferdinand sowie Dennis Rostek, der im Verlauf des Rennwochenendes „RoSTUCK“ getauft wurde. Das Team wurde trotz technischer Probleme Fünfzehnter.

## Ergebnis

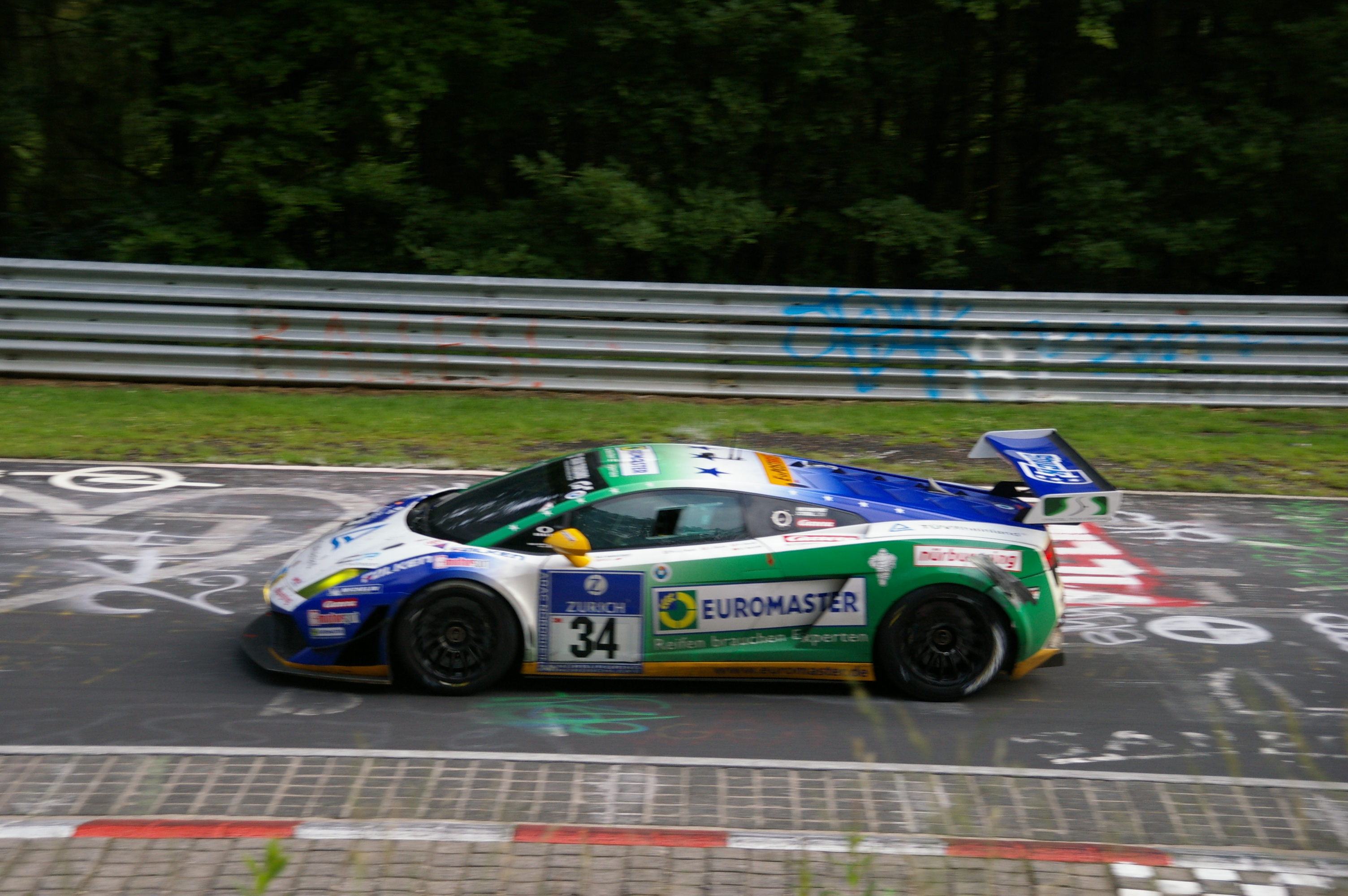
Lamborghini – LP 600 – Stuck³

| Platz | Fahrer                                                                            | Team                    | Fahrzeug              | Runden |
| ----- | --------------------------------------------------------------------------------- | ----------------------- | --------------------- | ------ |
| 1     | Marc Lieb/Lucas Luhr/Timo Bernhard/Romain Dumas                                   | Manthey Racing          | Porsche 911 GT3 RSR   | 156    |
| 2     | Jörg Müller/Augusto Farfus/Uwe Alzen/Pedro Lamy                                   | BMW Motorsport          | BMW M3 GT2            | 156    |
| 3     | Marc Basseng/Marcel Fässler/Frank Stippler                                        | Phoenix Racing          | Audi R8 LMS           | 155    |
| 4     | Frank Stippler/Marc Hennerici/Christopher Haase/Markus Winkelhock                 | Phoenix Racing          | Audi R8 LMS           | 155    |
| 5     | Mattias Ekström/Timo Scheider/Marco Werner/Christian Abt                          | Abt Sportsline          | Audi R8 LMS           | 154    |
| 6     | Kenneth Heyer/Thomas Jäger/Jeroen Bleekemolen/Jan Seyffarth                       | Black Falcon            | Mercedes-Benz SLS AMG | 153    |
| 7     | Lance David Arnold/Alexandros Margaritis/Christopher Brück/Christiaan Frankenhout | Heico Motorsport        | Mercedes-Benz SLS AMG | 153    |
| 8     | Dominik Farnbacher/Allan Simonsen/Jaime Melo/Marco Seefried                       | Hankook Team Farnbacher | Ferrari 458 Italia GT | 152    |
| 9     | Klaus Abbelen/Sabine Schmitz/Niclas Kentenich/Tim Bergmeister                     | Frikadelli Racing       | Porsche 911 GT3 R     | 152    |
| 10    | Georg Weiss/Oliver Kainz/Michael Jacobs/Jochen Krumbach                           | Manthey Racing          | Porsche 997 GT3 MR    | 151    |